# Ivanhoe – den svarte riddaren
Ivanhoe – den svarte riddaren (engelska: Ivanhoe) är en brittisk-amerikansk film som bygger på Walter Scotts roman Ivanhoe från 1820 och hade biopremiär i London den 12 juni 1952 och i New York den 31 juli samma år.
Riddaren Ivanhoe slår följe med Robin Hood. De vill att Rikard Lejonhjärta ska vara kung istället för Prins John.
Filmen är inspelad vid Doune Castle i Skottland, i Elstree Studios i Borehamwood i England samt på diverse platser i England.
Filmen hade biopremiär i USA den 31 juli 1952.
Den amerikanska titeln är Sir Walter Scott's Ivanhoe.
Filmen nominerades till tre Oscars (bästa cinematografi, bästa musik i drama- eller komedifilm samt bästa bild) 1953. Samma år nominerades den även till en DGA Award och två Golden Globe Award, den vann dock ingen av priserna.

## Rollista
- Robert Taylor – Ivanhoe
- Elizabeth Taylor – Rebecca
- Joan Fontaine – Lady Rowena
- George Sanders – Sir Brian de Bois-Guilbert
- Emlyn Williams – Wamba
- Robert Douglas – Sir Hugh De Bracy
- Finlay Currie – Cedric
- Felix Aylmer – Isaac av York
- Francis de Wolff – Front De Boeuf
- Norman Wooland – Rikard Lejonhjärta
- Basil Sydney – Waldemar Fitzurse
- Harold Warrender – Locksley (Robin Hood)
- Patrick Holt – Philip De Malvoisin
- Roderick Lovell – Ralph De Vipont
- Sebastian Cabot – Clerk av Copmanhurst
- John Ruddock – Hundebert
- Michael Brennan – Baldwin
- Megs Jenkins – Isaacs tjänare
- Valentine Dyall – Norman Guard
- Lionel Harris – Roger av Bermondsley
- Carl Jaffe – österrikisk munk
- Guy Rolfe – Prins John
- Robert Brown – slottsvakt (ej krediterad)

## Om filmen
Filmen hade Sverigepremiär den 6 oktober 1952, där den är barntillåten.

### Fotnoter
1. ↑  Dick Harrison (17 januari 2015). ”Ivanhoe, än en gång”. Svenska dagbladet. http://blog.svd.se/historia/2015/01/17/ivanhoe-an-en-gang/. Läst 23 september 2016.
2. ↑  ”Ivanhoe” (på engelska). Release Info. 16 juli 1952. http://www.imdb.com/title/tt0044760/releaseinfo?ref_=tt_ov_inf. Läst 23 september 2016.
3. ↑  ”Ivanhoe”. Svensk filmdatabas. 6 oktober 2011. http://www.sfi.se/sv/svensk-filmdatabas/Item/?itemid=12157&type=MOVIE&iv=Basic. Läst 23 september 2016.
4. ↑  ”Ivanhoe”. Svensk filmdatabas. 26 september 1952. http://www.sfi.se/sv/svensk-filmdatabas/Item/?itemid=12157&type=MOVIE&iv=Censorship. Läst 23 september 2016.